# Jesús Álvarez González
Jesús Álvarez González (ur. 9 września 1974 w Tui) – hiszpański wioślarz.

## Osiągnięcia
- Mistrzostwa Świata – Hazewinkel 1986 – dwójka podwójna – 9. miejsce[1].
- Mistrzostwa Świata – Nottingham 1986 – czwórka podwójna – 8. miejsce[1].
- Mistrzostwa Świata – St. Catharines 1999 – ósemka wagi lekkiej – 6. miejsce[1].
- Mistrzostwa Świata – Lucerna 2001 – czwórka bez sternika wagi lekkiej – 7. miejsce[1].
- Mistrzostwa Świata – Sewilla 2002 – czwórka bez sternika wagi lekkiej – 16. miejsce[1].
- Mistrzostwa Świata – Mediolan 2003 – czwórka bez sternika wagi lekkiej – 9. miejsce[1].
- Igrzyska Olimpijskie – Ateny 2004 – czwórka bez sternika wagi lekkiej – 12. miejsce[1].
- Mistrzostwa Świata – Gifu 2005 – czwórka bez sternika wagi lekkiej – 10. miejsce[1].
- Mistrzostwa Świata – Eton 2006 – dwójka bez sternika wagi lekkiej – 2. miejsce[1].
- Mistrzostwa Świata – Monachium 2007 – czwórka bez sternika wagi lekkiej – 17. miejsce[1].
- Mistrzostwa Europy – Ateny 2008 – czwórka bez sternika – 4. miejsce[1].
- Mistrzostwa Świata – Linz 2008 – jedynka wagi lekkiej – 12. miejsce[1].
- Mistrzostwa Świata – Poznań 2009 – jedynka wagi lekkiej – 15. miejsce[1].
- Mistrzostwa Europy – Brześć 2009 – dwójka podwójna wagi lekkiej – 8. miejsce[1].
- Mistrzostwa Europy – Montemor-o-Velho 2010 – czwórka bez sternika – 7. miejsce[1].